# West Meets East (film)
West Meets East è un cortometraggio muto del 1922 diretto da Albert S. Rogell.

## Produzione
Il film fu prodotto dalla Rogell-Halperin Productions.

## Distribuzione
Distribuito dalla Western Pictures Exploitation Company, il film uscì nelle sale cinematografiche USA il 1º aprile 1922.